# Jakabszállás
Jakabszállás es un pueblo ubicado en el distrito de Kecskemét, en el condado de Bács-Kiskun, Hungría.

## Superficie
Posee una superficie de 70,86 kilómetros cuadrados.

## Demografía
Hasta 2019 la población era de 2615 habitantes, con una densidad de población de 36,90 habitantes por kilómetro cuadrado.